# Fossò
Pour les articles homonymes, voir Fosso.
Fossò est une commune de la ville métropolitaine de Venise, dans la région Vénétie, en Italie.

## Administration
| Période                                  | Période  | Identité      | Étiquette | Qualité |
| ---------------------------------------- | -------- | ------------- | --------- | ------- |
| 14 juin 2004                             | En cours | Guido Carraro |           |         |
| Les données manquantes sont à compléter. |          |               |           |         |

### Hameaux
Sandon.

### Communes limitrophes
Campolongo Maggiore, Camponogara, Dolo, Sant'Angelo di Piove di Sacco, Stra, Vigonovo.